# Ілбенге
Ілбенге (рос. Илбенге) — село у Вілюйському улусі Республіки Сахи Російської Федерації.
Населення становить 651 особу. Належить до муніципального утворення Баппагаїнський наслег.

## Географія

### Клімат
| Клімат Ілбенге            | Клімат Ілбенге | Клімат Ілбенге | Клімат Ілбенге | Клімат Ілбенге | Клімат Ілбенге | Клімат Ілбенге | Клімат Ілбенге | Клімат Ілбенге | Клімат Ілбенге | Клімат Ілбенге | Клімат Ілбенге | Клімат Ілбенге | Клімат Ілбенге |
| Показник                  | Січ.           | Лют.           | Бер.           | Квіт.          | Трав.          | Черв.          | Лип.           | Серп.          | Вер.           | Жовт.          | Лист.          | Груд.          | Рік            |
| Середній максимум, °C     | −35            | −29,3          | −15            | −1,4           | 9,8            | 19,8           | 23,3           | 19,5           | 9,8            | −4,5           | −23,4          | −32,3          | −4             |
| Середня температура, °C   | −38,3          | −33,7          | −21,8          | −8,2           | 4,2            | 13,4           | 16,9           | 13,4           | 4,9            | −8,3           | −27,1          | −35,8          | −10            |
| Середній мінімум, °C      | −41,6          | −38,1          | −28,5          | −15            | −1,4           | 7,1            | 10,6           | 7,4            | 0,1            | −12            | −30,7          | −39,3          | −15            |
| Норма опадів, мм          | 12             | 8              | 9              | 11             | 24             | 41             | 50             | 45             | 34             | 24             | 18             | 14             | 290            |
| ------------------------- | -------------- | -------------- | -------------- | -------------- | -------------- | -------------- | -------------- | -------------- | -------------- | -------------- | -------------- | -------------- | -------------- |
| Джерело: climate-data.org |                |                |                |                |                |                |                |                |                |                |                |                |                |

## Історія
Згідно із законом від 30 листопада 2004 року органом місцевого самоврядування є Баппагаїнський наслег.

## Населення
| 2002 | 2010 |
| ---- | ---- |
| 685  | ↘651 |